# 키나드 1세 막 알핀
키나드 막 알핀(중세 아일랜드어: Cináed mac Ailpín, 스코틀랜드 게일어: Coinneach mac Ailpein: 810년 – 858년 2월 13일) 정복왕(An Ferbasach, 영어: the conqueror)은 9세기의 픽트인의 왕이다(재위 843년-858년). 스코틀랜드 건국신화에서는 그가 픽트인들을 정복하고 최초의 스코트인의 왕이 되었다고 하지만, 그 실체는 불분명하다. 중세 성기 스코틀랜드(알바 왕국)에서는 키나드의 후손을 자처하는 게일인들이 왕으로 즉위하게 되었다. 이들을 알핀 가라고 한다.

## 스코틀랜드 건국신화와 그 타당성
픽트인들을 정복하고 알바 왕국을 세운 정복왕 키나드 1세의 신화는 실존인물 키나드 1세가 죽고 백수십년 뒤에야 만들어지기 시작한 것이다. 그 신화는 10세기 말 키나드 2세(재위: 971년–995년) 때 편찬된 『알바 열왕연대기』에서 처음 나타난다.
그래서 알피누스의 아들 키나디우스(Kinadius)가 스코트인들 중 제1인자로서 픽트랜드를 16년간 번영하게 다스렸다. 픽트랜드는 픽트인들의 이름을 붙였지만, 그 픽트인들은 키나디우스가 멸망시켰다 ... 픽트랜드로 오기 2년 전 그는 달 리어타 왕국을 받았다.

15세기 사람인 레벤호 소수도원장 앤드루 윈토운이 쓴 『스코틀랜드 원조연대기』의 내용도 여기서 거의 달라지지 않았다.
1570년대에 르네상스 인문주의자 조지 부캐넌이 『스코틀랜드의 역사』(라틴어: Rerum Scoticarum Historia)에서 키나드 1세의 부친이 픽트인들에게 어떻게 살해당했으며 그래서 키나드가 어떻게 픽트인들을 정복해 복수했는지를 소상히 서술하여 "키나드 1세가 픽트를 정복하고 스코틀랜드를 세움"이라는 줄거리에 살을 붙였다. 물론 역사적인 근거는 빈약했다. 하지만 뷰캐넌은 나름 신중해서, 몬머스의 제프리의 『브리타니아 열왕사』를 그대로 베낀 기랄두스 캄브렌시스의 「막 알핀의 배신」 같은 것은 수록하지 않았다.
19세기 말, 윌리엄 포브스 스콘 등이 주도하여 고중세 사료 독해의 새 표준을 마련하면서 이런 신화는 상당히 제거되었다. 스콘은 베다 베네라빌리스가 언급한 픽트인의 모계상속에 주목했고, 모계상속이라면 픽트 연대기에 기록된 픽트인의 왕사가 말이 된다는 점을 밝혀냈다. 그리함으로써 키나드 1세가 픽트인을 정복한 것이 아니라, 게일인 국가 달 리어타의 왕과 픽트인 왕녀 어머니 사이에 태어나 아버지로부터 달 리어타의, 어머니 혈통으로 픽트랜드의 왕위를 물려받았다는 결론에 도달했다. 키나드 외에도 카우산틴 막 페르구사와 옹구스 2세 막 페르구사가 게일인 왕족으로서 픽트인의 왕이 된 사람으로 밝혀졌고, 탈로크렌 같은 앵글인, 브리데 3세 같은 브리튼인 출신 왕들도 동정되었다.
현대의 역사학자들은 스콘 등 근대 역사학자들의 결론 중 일부는 인정하고 일부는 기각하면서 비판적으로 계승했다. 중세학자 알렉스 울프는 2004년 키나드 1세는 최초의 스코트인의 왕이 아니라 뒤에서 다섯 번째 픽트인의 왕이라고 보아야 한다고 말했는데, 많은 역사학자들의 의견이 이와 같다.
그래서 현재 역사학계에서는 오늘날의 스코틀랜드 지역의 게일인과 픽트인의 왕위는 점진적으로 융합되었으며, 그 융합은 키나드 1세 때는 막 시작되었을 뿐이고 카우산틴 2세(재위 900년–943년) 때에야 비로소 마무리되었다고 보고 있다. "픽트인의 왕"이 아니라 "알바 국왕"을 칭하기 시작하는 것이 그 무렵부터다.

## 출신과 배경
키나드 1세의 출신은 불확실하다. 그 이전의 픽트인의 왕 또는 달 리어타 국왕들이 누구인지, 그런 사람들이 실존은 했는지도 불확실하다. 롤린슨 B 502 필사본에 보존된 족보들 중 1130년경에 작성된 족보를 보면 말 콜룸 2세의 조상으로 되어 있다. 중세에 만들어진 족보들은 신뢰성이 떨어지는 사료이지만, 역사학자들은 키나드 1세가 달 리어타 연맹왕국을 이루는 3개 나라 중 하나인 케넬 느가브란 출신, 또는 달 리어타의 다른 지파 출신일 것이라고 관습적으로 인정하고 있다. 이 필사본에서는 키나드 1세의 족보를 다음과 같이 서술한다.
...키나드(Cináed)는 알핀(Alpin)의 아들이며 알핀은 오하드(Eochaid)의 아들이며 오하드는 아드 핀드(Áed Find)의 아들이며 아드는 도망가르트(Domangart)의 아들이며 도망가르트는 돔날 브레크(Domnall Brecc)의 아들이며 돔날은 오하드 비더(Eochaid Buide)의 아들이며 오하드는 아단(Áedán)의 아들이며 아단은 가브란(Gabrán)의 아들이며 가브란은 도망가르트(Domangart)의 아들이며 도망가르트는 페르구스 모르(Fergus Mór)의 아들 ...
아단 막 가브란 이전의 실재가 불분명한 왕들은 아예 논외로 치워놓더라도, 778년경에 죽은 아드 핀드가 673년경에 피살된 도망가르트 막 돔날의 아들이 될 수 없다는 점에서 이 족보에는 분명한 결함이 있다. 그래서 관습적으로 아드 핀드와 도망가르트 사이에 오하드 막 에크다크(773년경 몰)와 오하드 막 도망가르트를 삽입한다.
희한한 것은 「알바인의 노래」에 키나드 1세의 아버지라는 알핀 2세는 왕으로 수록되어 있지 않다는 것이다. 「알바인의 노래」에서 밝히는 키나드 1세 및 그 이전 네 왕의 왕사는 다음과 같다.
Naoi m-bliadhna Cusaintin chain,

a naoi Aongusa ar Albain,

cethre bliadhna Aodha áin,

is a tri déug Eoghanáin.

Tríocha bliadhain Cionaoith chruaidh,
카우산틴 미남왕의 치세 9년,

옹구스의 알바 치세 9년,

이(아드) 고귀왕의 치세 4년,

오가난 치세 13년 그리고,

키니흐(키나드) 강인왕 치세 13년,
여기 거론된 왕들은 카우산틴 막 페르구사와 그 동생 옹구스 2세 막 페르구사, 옹구스의 아들 오가넌 막 옹구사, 그리고 정체가 불확실한 아드 막 보단터들을 가리키는 것으로 추측된다. 하지만 이 시에 거론된 순서가 달 리어타의 왕사를 의도한 것인지 여부는 상당히 의심쩍다.
키나드 1세가 게일인이라는 설은 기각되지 않지만, 현대 역사학에서는 키나드 1세가 문화적 혈통적으로 게일인이었다는 사실과 그가 게일인 국가인 달 리어타의 국왕이었다는 사실을 구분하는 추세다. 키나드 1세 이전에 픽트인의 왕을 지낸 브리데 4세 막 데르레, 그 형제 네크탄 4세 막 브리데, 그 다음 왕 옹구스 1세 막 페르구사 등도 키나드 1세처럼 픽트인이 아닌 게일인이거나 최소한 부분적으로 게일화된 사람들이었을 것이다. 아일랜드 편년사서들에서 픽트인의 왕들을 게일어 이름으로 기록한 것은 픽트인들의 이름에 대응하는 게일어 이름으로 번역한 것일 뿐이라는 설은 두플린 십자가에 새겨진 카우산틴 막 페르구사의 이름의 라틴어형이 명백히 게일어의 특징을 보여주는 "카우산틴 필리우스 피르쿠스(Custantin filius Fircus(sa))"인 것이 발견되면서 큰 도전을 받았다.
그 밖에도 지명들을 비롯한 다른 증거들은 키나드 1세 이전부터 수 세기 동안 게일인 문화가 픽트랜드 서부를 잠식했음을 보여준다. 예컨대 애솔(Atholl)은 그 이름이 『울라 편년사』의 739년 기사에 "새로운 에린"이라는 뜻으로(추측) 사용되었고, 아가일(Argyll)도 "동부 게일인"이라는 뜻의 "에르가이얼(스코틀랜드 게일어: Oir-Ghàidheal)"에서 비롯되었다.

## 치세
키나드 1세의 출신이 이렇게 수수께끼인 것에 비하여, 어떻게 그가 권력을 잡게 되었는지는 비교적 간단하게 설명할 수 있다. 포르트루를 기반으로 했던 픽트 전 왕조가 단절되었기 때문이다. 839년에 픽트인의 왕 오가넌 막 옹구사와 그 동생 브란, 그리고 아드 막 보안터를 비롯해 "셀 수 없이 많은" 이들이 바이킹에 맞서 싸웠다가 대패하고 떼죽음을 당해 버렸다. 이로 인해 계승위기가 발생한 것으로 보인다. 픽트 연대기의 왕사를 믿을 수 있다면, 최소 네 명 이상의 대립왕들이 난립하며 픽트인의 왕위를 다투었다.
키나드 1세의 치세는 843년부터라고 비정되어 있는데, 마지막 대립왕을 쳐부수고 최종 승자가 된 것은 일러도 848년일 것이다. 픽트 연대기에서는 키나드 1세가 843년 픽트인의 왕이 되기 2년 전부터 달 리어타 국왕이었다고 서술하고 있지만, 이것은 현재 일반적으로 받아들여지지 않는다. 849년, 키나드 1세는 모니머스크 성해함을 비롯한 콜룸바 히엔시스의 성유물들을 이오나에서 둔켈드로 옮겼다. 이런 단순한 사실 외에, 키나드 1세가 삭소니아에 여섯 번 쳐들어갔고, 멜로스를 함락시키고 던바를 불태웠으며, 바이킹이 픽트랜드 내륙 깊숙히까지 쳐들어왔다는 등의 이야기들이 있다. 『에린 왕국 편년사』는 스코틀랜드 역사를 알기에 좋은 사료는 아니지만, 여기에도 키나드 1세에 관한 언급이 있기는 한데 그 내용이 매우 불명확하다.
아르길라의 군장 고프라드 막 페르구사가 키나드 막 알핀의 요청으로 알바 땅에 가서 달 리어타의 편을 들었다.
문제는 이 기사가 실린 연도가 835년 또는 839년경인데, 이 시기의 달 리어타에 관해서는 그냥 알려진 것이 하나도 없다. 그래서 교차검증이 안 된다.
키나드 1세의 치세에는 오늘날의 스코틀랜드 외곽지역(셰틀랜드, 오크니, 케이스네스, 서덜랜드, 서부군도, 맨섬, 그리고 로스 일부)에 노르드인의 정착이 가속화된 시기기도 했다. 이에 따라 키나드 1세의 왕국과 아일랜드 사이의 연결은 약화되었고, 잉글랜드 및 유럽 대륙과의 연결은 아예 끊어졌다. 이런 상황에서 키나드 1세와 그 후계자들은 왕국 내에서 자신들의 작위를 통합하고, 픽트인과 게일인의 융합(이미 수 세기동안 진행 중이던)을 더욱 강화할 수밖에 없었을 것이다. 돔날 2세 막 카우산틴의 대에 이르러 왕호를 어느 민족의 왕이 아닌 "알바의 국왕"이라고 부르게 되는 것은 그 융합의 측면에서 시사적이다.
키나드 1세는 858년 2월 13일 킨벨라헤르(Cinnbelachoir)라는 곳에서 암으로 죽었다. 여기가 어딘지는 정확히는 모르지만 스콘 근교로 추측된다. 모든 사료들에서는 그의 부고를 "알바 국왕"의 죽음이 아니라 "픽트인의 왕"의 죽음으로 기록하고 있다.
키나드 1세는 슬하에 최소 2남을 두었다. 카우산틴과 아드로, 이 둘은 이후 아버지의 뒤를 이어 왕이 된다. 딸은 최소 2녀를 두었는데, 한 명은 스코틀랜드 남부의 웨일스인 왕국 어스트라드클리드의 왕 룬 압 아르흐갈과 결혼해서 오하드 막 룬을 낳았다. 또다른 딸, 말 미러 잉겐 키나다는 에린의 지고왕 아드 핀들리어흐에게 시집가서 니얼 글룬두브(오 넬 왕조의 시조)를 낳았고, 아드가 죽은 뒤 아드의 사위이자 의붓아들인 플란 너 시나너와 재혼해서 돔날 막 플란을 낳았다. 말 미러는 913년에 죽었다고 『울라 편년사』에 부고가 정하는데, 중세 초기 여성으로서 사망 기록이 남은 드문 사례로 남아 있다.

## 참고 자료
- John Bannerman, "The Scottish Takeover of Pictland" in Dauvit Broun & Thomas Owen Clancy (eds.) Spes Scotorum: Hope of Scots. Saint Columba, Iona and Scotland. T & T Clark, Edinburgh, 1999. ISBN 0-567-08682-8
- Dauvit Broun, "Kenneth mac Alpin" in Michael Lynch (ed.) The Oxford Companion to Scottish History. Oxford: Oxford UP, ISBN 0-19-211696-7
- Dauvit Broun, "Pictish Kings 761–839: Integration with Dál Riata or Separate Development" in Sally Foster (ed.) The St Andrews Sarcophagus Dublin: Four Courts Press, ISBN 1-85182-414-6
- Dauvit Broun, "Dunkeld and the origins of Scottish Identity" in Dauvit Broun and Thomas Owen Clancy (eds), op. cit.
- Thomas Owen Clancy, "Caustantín son of Fergus" in Lynch (ed.), op. cit.
- A.A.M. Duncan, The Kingship of the Scots 842–1292: Succession and Independence. Edinburgh: Edinburgh University Press, 2002. ISBN 0-7486-1626-8
- Katherine Forsyth, "Scotland to 1100" in Jenny Wormald (ed.) Scotland: A History. Oxford: Oxford UP, ISBN 0-19-820615-1
- Sally Foster, Picts, Gaels and Scots: Early Historic Scotland. London: Batsford, ISBN 0-7134-8874-3
- Máire Herbert, "Ri Éirenn, Ri Alban: kingship and identity in the ninth and tenth centuries" in Simon Taylor (ed.), Kings, clerics and chronicles in Scotland 500–1297. Dublin: Four Courts Press, ISBN 1-85182-516-9
- Michael A. O'Brien (ed.) with intr. by John V. Kelleher, Corpus genealogiarum Hiberniae. DIAS. 1976. / partial digital edition: Donnchadh Ó Corráin (ed.), Genealogies from Rawlinson B 502. University College, Cork: Corpus of Electronic Texts. 1997.
- Donnchadh Ó Corráin, "Vikings in Ireland and Scotland in the ninth century" in Peritia 12 (1998), pp. 296–339. Etext (pdf)
- Alex Woolf, "Constantine II" in Lynch (ed.), op. cit.
- Alex Woolf, "Kingdom of the Isles" in Lynch (ed.), op. cit.